# Christophe Contoléon
Christophe Contoléon (fin XVe - début XVIe siècle) est un auteur byzantin originaire du sud du Péloponnèse. Comme copiste, il a fait partie du Collège grec de Constantin Lascaris soutenu par le pape Léon X, mais c'est à peu près tout ce qui est connu de sa vie.
Il est l'auteur d'une trentaine d'opuscules, parmi lesquels figurent des commentaires sur des vers homériques, entre autres: Sur le Prologue de l'Iliade, Sur le Prologue de l'Odyssée et Commentaire allégorique sur la panoplie d'Agamemnon.